# Universidad Politécnica de Tulancingo
La Universidad Politécnica de Tulancingo (UPT), es una institución pública de educación superior y posgrado, ubicada en el municipio de Tulancingo de Bravo, en el Estado de Hidalgo, México.

## Historia
La UPT nace a partir de la iniciativa del gobierno municipal, su creación fue mediante el artículo 23 de la ley de Planeación para el Desarrollo del Estado de Hidalgo y la Fracción I-a del artículo 29 del Decreto que creó a la Universidad Politécnica de Tulancingo como una institución pública descentralizada del Gobierno del Estado de Hidalgo. El decreto se publicó el 2 de diciembre de 2002 e inicia operaciones en el 18 de septiembre de 2002.

## Oferta académica
La oferta educativa de la Universidad Politécnica de Tulancingo es:
Ingenierías
- Ingeniería en Electrónica y Telecomunicaciones
- Ingeniería en Sistemas Computacionales
- Ingeniería Civil
- Ingeniería Robótica
- Ingeniería Industrial
- Ingeniería en Tecnologías de Manufactura

Licenciaturas
- Administración y Gestión Empresarial
- Negocios Internacionales
- Ingeniería Financiera

Maestrías
- Energías Renovables
- Computación Óptica
- Dirección de Organizaciones
- Desarrollo de Software
- Automatización y Control
- Optimización de Procesos
- Contribuciones Fiscales

Doctorados
- Optomecatrónica
- Gestión administrativa

## Rectores
- Rocío Ruiz de la Barrera (18 de septiembre de 2002 al 30 de abril de 2005).
- Amparo Nidia Castillo Santos (1 de mayo al 5 de septiembre de 2005).
- Luis Téllez Reyes (5 de septiembre de 2005 – 28 de marzo de 2012).
- Gerardo Téllez Reyes (28 de marzo de 2012 al 14 de agosto de 2015).
- Miriam Yta (14 de agosto de 2015 al 8 de julio de 2016).
- Ramón Castillo González (08 julio al 19 de octubre de 2016)
- Arturo Gil_Borja (19 de octubre de 2016-junio 2022)
- Oswaldo Del Villar Furiati (3 de junio de 2022 al 1 de febrero de 2023)
- Felipe Olimpo Durán Rocha (1 de febrero de 2023 - Actual)